# Atul Gawande

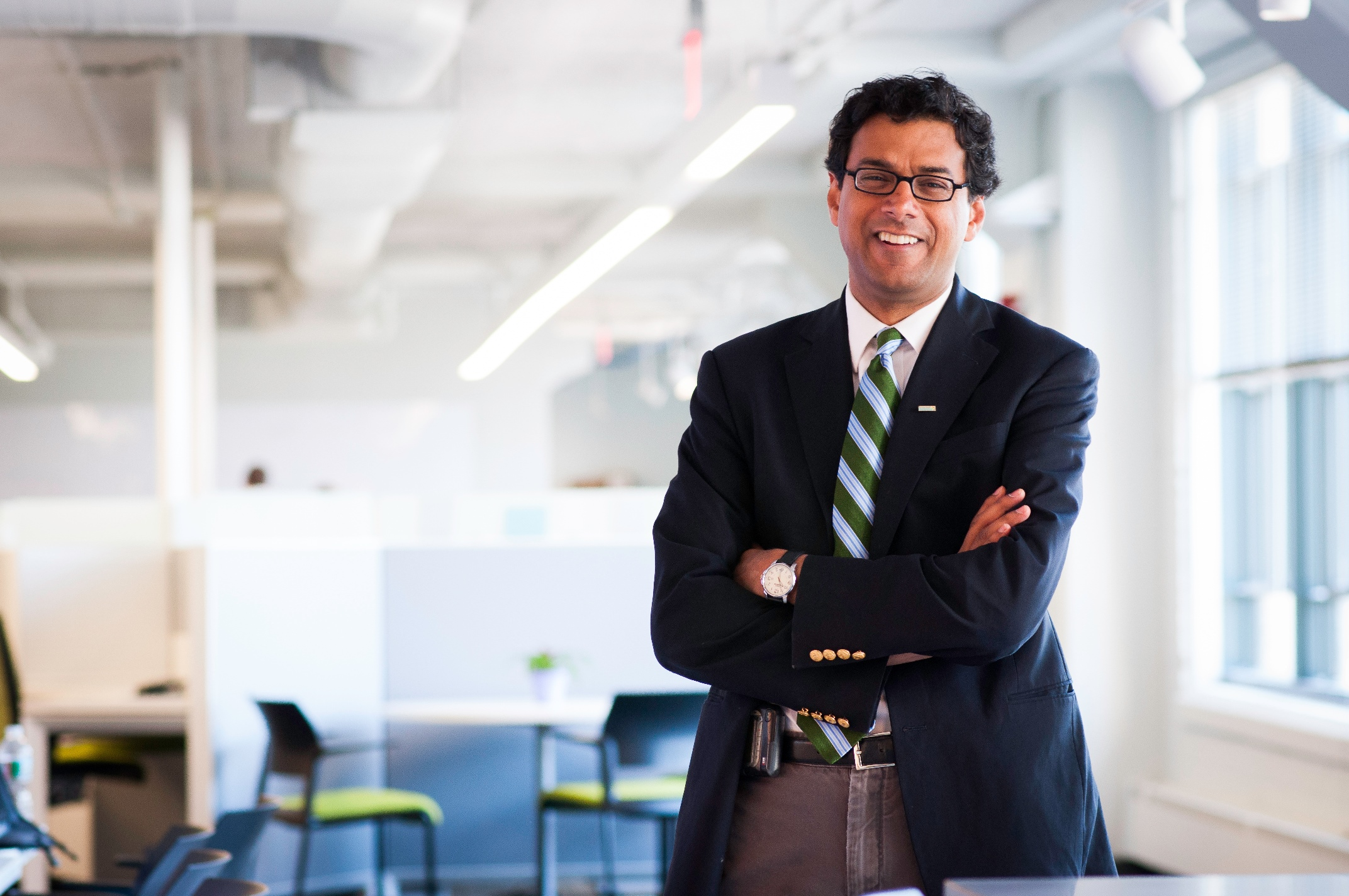
Atul Gawande, 2013

Atul Gawande (* 5. November 1965 in Brooklyn) ist ein US-amerikanischer Mediziner, Hochschullehrer und Chirurg, der für Bestseller über den Praxisalltag der Medizin bekannt ist.
Gawandes Eltern waren beide Mediziner und Einwanderer aus Indien. Er wuchs mit seiner Schwester in Athens (Ohio) auf, wo er 1983 die High School abschloss. Er studierte an der Stanford University Biologie und Politikwissenschaft mit dem Bachelor-Abschluss 1987 und studierte danach als Rhodes Scholar Philosophie, Politik und Ökonomie an der Universität Oxford (Balliol College) mit dem Master-Abschluss 1989. Danach studierte er Medizin an der Harvard Medical School mit dem M.D. Abschluss 1995 und einem Master-Abschluss in Public Health 1999 von der Harvard School of Public Health. Von 1995 bis 2003 absolvierte er seine Facharztausbildung in Chirurgie in Harvard.
Er war schon während des Studiums politisch aktiv und unterbrach dieses, um an der Kampagne von Bill Clinton 1992 als  Berater in Fragen öffentlicher Gesundheit teilzunehmen. Nach der Wahl von Clinton war er im Department of Health and Human Services und leitete eines von drei Komitees zu Gesundheitsfragen der Clinton-Administration. 1993 nahm er sein Medizinstudium wieder auf.
1998 wurde er fest angestellter Journalist für Medizin bei The New Yorker. In einem Aufsatz im New Yorker von 2009 untersuchte er die Gründe, warum in der Kleinstadt McAllen die Gesundheitsversorgung im lokalen Krankenhaus am teuersten in ganz Texas ist, die Endergebnisse aber nicht sonderlich von anderen Gemeinden in Texas abweichen. Nach Gawande war das ein Symptom für Profitmaximierung mit einer großen Zahl unnötiger Therapie- und Diagnosemaßnahmen (die Klinik war hervorragend ausgerüstet). Der Aufsatz erregte Aufmerksamkeit bis in die Politik der Administration von Barack Obama. Charles Munger, ein Partner von Warren Buffett, übersandte ihm dafür spontan einen Scheck über 20.000 Dollar, die er spendete.
2006 wurde er MacArthur Fellow. 2014 hielt er die Reith Lectures der BBC über die Zukunft der Medizin und er erhielt den Lewis Thomas Prize für Wissenschaftsjournalisten.
Er ist Chirurg (Allgemeine und endokrine Chirurgie) am Brigham and Women’s Hospital in Boston und Professor für Chirurgie an der Harvard Medical School und außerdem Professor an der  Harvard T.H. Chan School of Public Health. Außerdem leitete er das Projekt Global Patient Safety Challenge der WHO. Er ist Executive Director der Ariadne Labs zur Verbesserung der Gesundheitsfürsorge und Vorsitzender der Non-Profit-Organisation Lifebox zur weltweiten Reduzierung von unnötiger Mortalität bei Chirurgie.
Sein Buch Complications schildert Fallbeispiele aus dem Alltag der Medizin und Chirurgie. In Better untersucht er die wünschenswerten Qualifikationen, die erfolgreiche Ärzte nach seiner Meinung vor allem haben sollten. In The Checklist Manifesto schreibt er über den Nutzen von Checklisten (nicht nur in der Medizin, sondern auch zum Beispiel in der Geschäftswelt) und plädiert für deren umfassende Verwendung. 2014 veröffentlichte er ein Buch über Sterbende, deren Pflege und lebensverlängernde Maßnahmen.
2012 wurde er zum Mitglied der American Philosophical Society gewählt.
Im März 2013 wurde Atul Gawande von Jeff Bezos, Warren Buffett and Jamie Dimon als CEO ihres neuen gemeinsamen Unternehmens Haven erklärt. Hierbei kritisieren sie die Komplexität, schwere Verständlichkeit, Ineffizienz und Kostspieligkeit des derzeitigen US-amerikanischen Gesundheitssystems. Haven soll die gesundheitliche Versorgung der 1,2 Millionene Beschäftigten bei Amazon, Berkshire Hathaway (BRKA) and JPMorgan Chase (JPM) „einfacher, besser und günstiger“ machen. Die Patientenbetreuung soll maßgeblich von Künstlicher Intelligenz und Robotern unterstützt werden.
Er ist mit Kathleen Hobson verheiratet und hat drei Kinder. Er lebt in Newton (Massachusetts).

## Schriften
- Complications – A Surgeon’s Notes on an Imperfect Science, 2002.
  - Deutsche Übersetzung: Die Schere im Bauch, Goldmann 2003, Wenn Fehler leben kosten: Fallgeschichten aus der Chirurgie, btb 2012.
- Better: A Surgeon’s Notes on Performance, Profile Books 2007.
  - Deutsche Übersetzung: Über Leben und Tod : für eine bessere Medizin, btb 2010.
- The Checklist Manifesto: How to Get Things Right, Metropolitan Books 2009.
  - Deutsche Übersetzung: Die Checklist-Strategie, München: btb 2013.
- Being mortal – medicine and what matters in the end, Macmillan 2015.
  - Deutsche Übersetzung: Sterblich Sein, Frankfurt: S. Fischer 2015.